# Campiglossa siamensis
Campiglossa siamensis är en tvåvingeart som först beskrevs av Hardy 1973.  Campiglossa siamensis ingår i släktet Campiglossa och familjen borrflugor.
Artens utbredningsområde är Thailand. Inga underarter finns listade.